# Mazabuka (Distrikt)

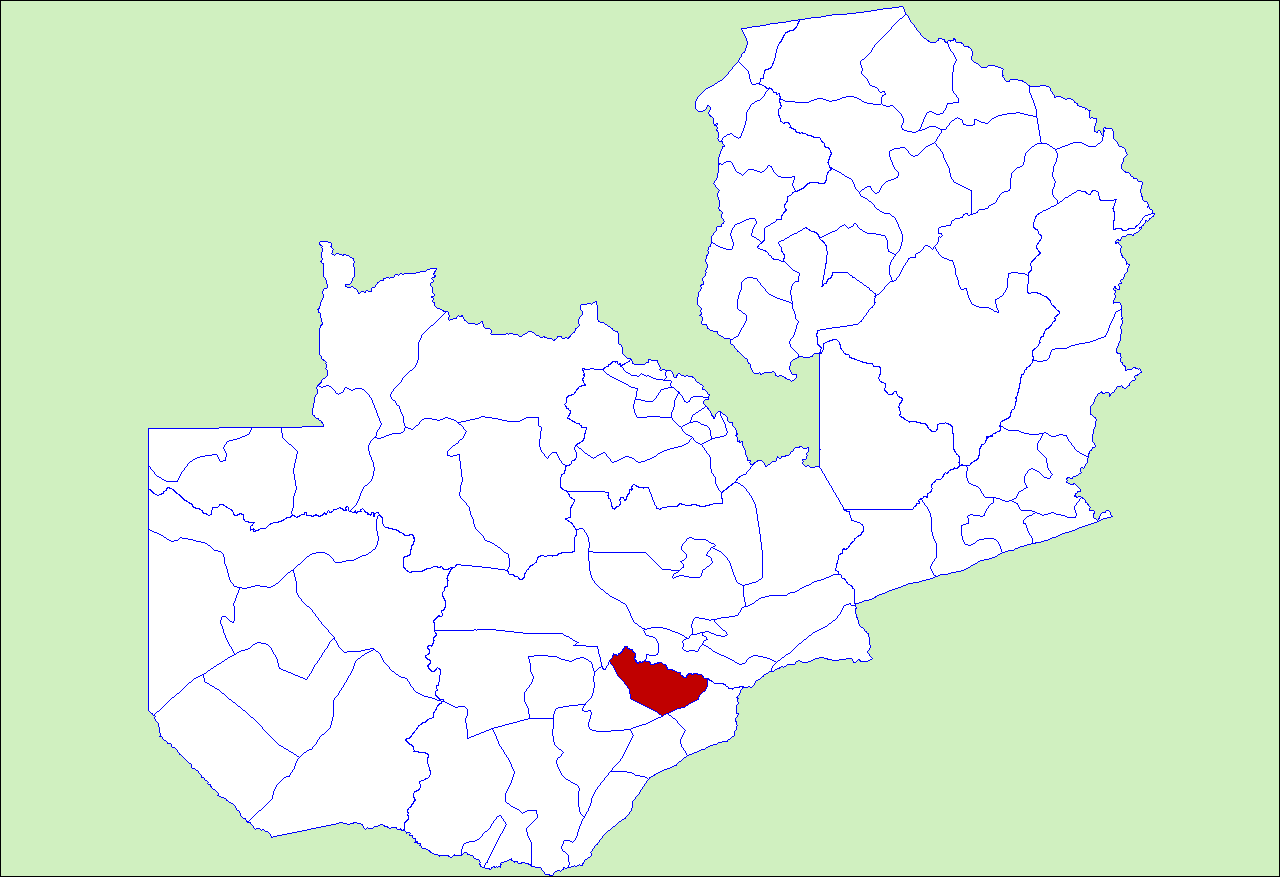
Ehemalige Ausdehnung des Distriktes Mazabuka

Mazabuka ist einer von 15 Distrikten in der Südprovinz in Sambia. Er hat eine Fläche von 4008 km² und es leben 232.045 Menschen in ihm (2022). Verwaltungssitz ist die Stadt Mazabuka. Von dem Distrikt wurde im Dezember 2011 der Distrikte Chikankata abgespalten.

## Geografie
Mazabuka befindet sich etwa 50 Kilometer südlich von Lusaka. Der Distrikt erhebt sich im Süden bis auf 1200 m und fällt nach Norden bis auf knapp 1000 m ab. Die Nordgrenze bildet der Fluss Kafue. Neben dem Kafue sind noch der Kaleya und der kleine Fluss Mazabuka als wichtige Gewässer im Distrikt zu nennen.
Der Distrikt grenzt im Norden an die Distrikte Mumbwa und Shibuyunji in der Zentralprovinz, sowie an Kafue in der Provinz Lusaka. Im Osten grenzt er an Chikankata, und im Südwesten an Monze.

## Bevölkerung
Die vorherrschende Ethnie sind die Tonga. Mazabuka ist in 20 Wards aufgeteilt. Davon sind drei im Stadtgebiet und 17 im abgelegenen Teil des Distrikts. Es gibt  insgesamt 401 Dörfer. Der Distrikt hat vier Chiefs, namens: Mwanachingwala, Sianjalika, Mweenda und Nalubamba.

## Wirtschaft
So wie die Wirtschaft im Copperbelt von Kupfer abhängt, werden in Mazabuka die sozioökonomischen Aktivitäten vom Zuckerrohranbau und der Zuckerraffination dominiert. Neben der Hauptstadt, in der Zucker hergestellt wird, ist der Distrikt landwirtschaftlich geprägt. Der überwiegende Teil Betriebe ist kleinbäuerlich. 2015 wurden in diesem Bereich 30.000 Landwirte im Register aufgeführt.
Der Kafue ist neben der Fischerei auch für die Nutzung der Wasserkraft von Bedeutung. Der Distrikt erhält einen großen Teil der durch die Kafue-Talsperre erzeugten Energie, wobei die Zambia Sugar Plc der größte Verbraucher im Distrikt ist.
Mazabuka hat Nickel- und Kupfervorkommen in den Munali-Hügeln. Es gibt ein Kalksteinvorkommen in Chivuna.
Daneben ist der Distrikt durch die Kafue-Auen mit dem Lochinvar-Nationalpark und dem Blaue-Lagune-Nationalpark touristisch interessant.

## Infrastruktur
Die Fernstraße T1 durchquert den Distrikt von Nord nach Süd.

### Bildung
Der Distrikt hat sechs weiterführende Schulen und ein Kompetenztrainingszentrum. Es gibt 72 Grundschulen und 23 Gesamtschulen. Darüber hinaus gibt es im Distrikt 15 registrierte Privatschulen.

### Gesundheit
Mazabuka hat 45 Gesundheitszentren, aber die Abdeckung ist sowohl in ländlichen als auch in städtischen Gebieten geringer als der Standard.